# Gare d’Arcachon
Gare d’Arcachon vasútállomás Franciaországban, Arcachon településen.

## Vasútvonalak
Az állomást az alábbi vasútvonalak érintik:
- Lamothe–Arcachon-vasútvonal

## Kapcsolódó állomások
A vasútállomáshoz az alábbi állomások vannak a legközelebb:
- Gare de La Teste (Gare de Libourne, F41)